# Wahlen 1931
◄◄ | ◄ | 1927 | 1928 | 1929 | 1930 | Wahlen 1931 | 1932 | 1933 | 1934 | 1935 | ► | ►►

Weitere Ereignisse
Im Jahr 1931 fanden unter anderem folgende Wahlen statt: 

## Afrika
- Parlamentswahlen in Liberia 1931

## Amerika

### Argentinien
- Parlamentswahlen in Argentinien 1931

### Chile
- Präsidentschaftswahlen in Chile 1931

### El Salvador
- Parlamentswahlen in El Salvador 1931

### Guatemala
- Parlamentswahlen in Guatemala 1931

## Asien

### Philippinen
- Parlamentswahlen auf den Philippinen 1931

## Australien und Ozeanien

### Australien
- Parlamentswahl in Australien 1931

### Neuseeland
- Parlamentswahl in Neuseeland 1931

## Europa

### Deutsches Reich
- Volksentscheid zur Auflösung des preußischen Landtages am 9. August 1931
- Hamburger Bürgerschaftswahl am 27. September 1931  (→Hamburger Senat 1919–1933#Oktober 1931)
- Landtagswahl im Volksstaat Hessen 1931 am 15. November

### Finnland
- Prohibitions-Referendum in Finnland 1931
- Präsidentschaftswahl in Finnland 1931

### Luxemburg
- Parlamentswahlen in Luxemburg 1931

### Österreich
- Landtagswahl in Oberösterreich 1931

### Schweiz
- Bundesratswahl 1931

### Spanien
- Parlamentswahlen in Spanien 1931

### Vereinigtes Königreich
- Britische Unterhauswahlen 1931